# 리틱 로샨
리티크 로샨(Hrithik Roshan, 1974년 1월 10일~)은 인도의 배우이다.

## 출연 영화
1. 《사랑이라고 말해줘》 Kaho Naa... Pyaar Hai(2000)
2. 《때론 행복 때론 슬픔》Kabhi Khushi Kabhie Gham(2001)
3. 《천재도둑 미스터 A》(2006) - 아리안 역
4. 《인생은 두번 오지 않는다》Zindgi Na Milegi Dobara(2011)
5. 《카빌》(2017)